# رون ستيفنز (سياسي)
رون ستيفنز هو سياسي كندي، ولد في 17 سبتمبر 1949 بإمبرس في كندا، وتوفي في 13 مايو 2014 بكالغاري في كندا. حزبياً، نشط في الرابطة التقدمية المحافظة في ألبرتا ‏. وقد انتخب عضو الجمعية التشريعية ألبرتا.